# ʼN
Das ŉ ist ein Apostroph, gefolgt vom Kleinbuchstaben N. In Afrikaans ist dies der unbestimmte Artikel und entspricht dem deutschen „ein“. Diese Wort wird auch dann klein geschrieben, wenn es am Anfang eines Satzes steht. Stattdessen wird in diesem Fall das folgende Wort groß geschrieben.
Aus Gründen der Kompatibilität mit ISO/IEC 6937 wurde das Zeichen in Unicode am Codepunkt U+0149 aufgenommen, obwohl das Zeichen formal kein Einzelbuchstabe ist, sondern aus zwei Zeichen besteht und sich daher eigentlich nicht für Unicode qualifiziert. Das Unicode-Konsortium rät von der Verwendung dringend ab ("character is deprecated and its use is strongly discouraged"). Da die Kombination immer kleingeschrieben wird, ist eine großgeschriebene Variante nicht in Unicode enthalten.